# Drosha
Drosha es una enzima de clase 2 ribonucleasa III, que en humanos está codificada por el gen DROSHA (anteriormente RNASEN). Es la nucleasa primaria que ejecuta el paso de inicio del procesamiento de miARN en el núcleo. Trabaja en estrecha colaboración con DGCR8 y en correlación con Dicer. Se ha encontrado significativo en el conocimiento clínico para el pronóstico del cáncer y la replicación del VIH-1.

## Historia
El Drosha humano se clonó en 2000 cuando se identificó como una ribonucleasa de dsRNA nuclear involucrada en el procesamiento de precursores del ARN ribosómico. Las otras dos enzimas humanas que participan en el procesamiento y la actividad de miARN son las proteínas Dicer y Argonauta. Recientemente, se ha descubierto que proteínas como Drosha son importantes en el pronóstico del cáncer y la replicación del VIH-1.